# Campionato europeo femminile under 19 di pallavolo 1982
Il Campionato europeo femminile under 19 di pallavolo 1982 si è svolto dal 20 al 27 luglio 1982 a Roding, Lichtenfels, Francoforte sul Meno e Monaco di Baviera, nella Germania Ovest. Al torneo hanno partecipato 12 squadre nazionali europee e la vittoria finale è andata per l'ottava volta consecutiva all'Unione Sovietica.

## Gironi
Dopo la prima fase a gironi, le prime due classificate hanno acceduto al girone per il primo posto, conservando il risultato dello scontro diretto; le ultime due classificate hanno acceduto al girone per il settimo posto, conservando il risultato dello scontro diretto.
| Girone A                                  | Girone B                                 | Girone C                                        |
| ----------------------------------------- | ---------------------------------------- | ----------------------------------------------- |
| Bulgaria Francia Turchia Unione Sovietica | Germania Est Paesi Bassi Spagna Ungheria | Cecoslovacchia Germania Ovest Italia Jugoslavia |

## Classifica finale
| Classifica | Squadre          |
| ---------- | ---------------- |
|            | Unione Sovietica |
|            | Bulgaria         |
|            | Cecoslovacchia   |
| 4          | Germania Est     |
| 5          | Italia           |
| 6          | Paesi Bassi      |
| 7          | Francia          |
| 8          | Germania Ovest   |
| 9          | Ungheria         |
| 10         | Jugoslavia       |
| 11         | Turchia          |
| 12         | Spagna           |